# Vilariño de Conso
Vilariño de Conso (spanisch: Villarino de Conso) ist ein Ort und das Verwaltungszentrum einer Gemeinde (municipio) mit 510 Einwohnern (Stand: 2024) in der Provinz Ourense in der Autonomen Region (Comunidad Autónoma) Galicien im Nordwesten Spaniens.

## Lage und Klima
Vilariño de Conso liegt etwa 75 km ostsüdöstlich von Ourense nahe der portugiesischen Grenze in einer Höhe von ca. 725 m. Im Süden liegt der Stausee Encoro das Portas. Hier wird der Río Camba aufgestaut. Das vom Atlantik geprägte Klima ist gemäßigt und nicht selten regnerisch (ca. 1286 mm/Jahr).

## Bevölkerungsentwicklung der Gemeinde
Legende: Villarino de Conso___Vilariño de Conso

Quelle: INE-Archiv – grafische Aufarbeitung für Wikipedia
Durch Fortzug in die umliegenden Städte ist die Bevölkerung seit den 1950er Jahren stetig gesunken.

## Gemeindegliederung
Die Gemeinde Vilariño de Conso ist in zehn Parroquias gegliedert:
| Parroquias             | Patrozinium      | Einwohner 2024 | Fläche km² | Dichte Einw./km² | Höhe msnm | Ortskennzahl |
| ---------------------- | ---------------- | -------------- | ---------- | ---------------- | --------- | ------------ |
| Castiñeira             | San Lourenzo     | 56             | 11,23      | 5                | 1056      | 32092010000  |
| Chaguazoso             | San Bernabé      | 39             | 19,00      | 2                | 1290      | 32092030000  |
| Conso                  | Santiago         | 42             | 4,41       | 10               | 807       | 32092020000  |
| Mormentelos            | Nosa Señora da O | 59             | 6,13       | 10               | 1072      | 32092040000  |
| Pradoalbar             | Santo André      | 27             | 66,35      | 0                | 1080      | 32092060000  |
| Sabuguido              | Santa María      | 99             | 18,83      | 5                | 766       | 32092070000  |
| San Cristovo           | San Cristovo     | 26             | 4,94       | 5                | 888       | 32092080000  |
| San Lourenzo de Pentes | San Lourenzo     | 18             | 33,32      | 1                | 0         | 32092050000  |
| San Mamede de Hedrada  | San Mamede       | 18             | 34,38      | 1                | 0         | 32092090000  |
| Vilariño de Conso      | San Martiño      | 137            | 1,69       | 81               | 704       | 32092100000  |

## Wirtschaft
| Ackerbau, Viehzucht und Fischerei                                                  | 043 | 026,54 |
| Industrie                                                                          | 011 | 06,79  |
| Bauwirtschaft                                                                      | 011 | 06,79  |
| Dienstleistungsbetriebe                                                            | 097 | 059,88 |
| Total                                                                              | 162 | 100,00 |
| * Daten aus dem Statistischen Amt für Wirtschaftliche Entwicklung in Galicien, IGE |     |        |

## Sehenswürdigkeiten
- Andreaskirche in Pradoalbar
- Kirche San Mamed
- Marienkirche in Manzalvos
- Peterskirche in Pereira
- Simonskirche ion Santigoso

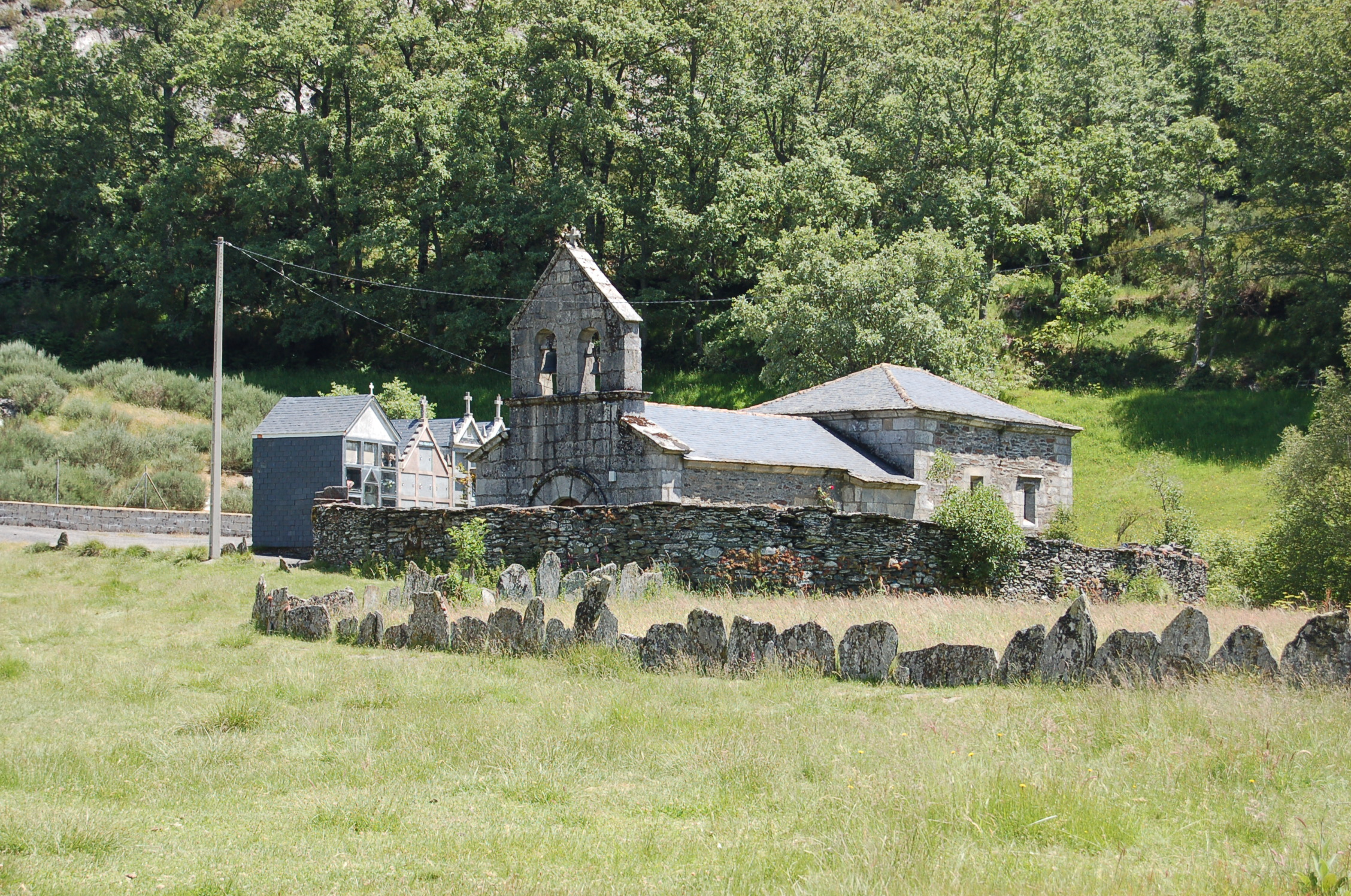
Andreaskirche
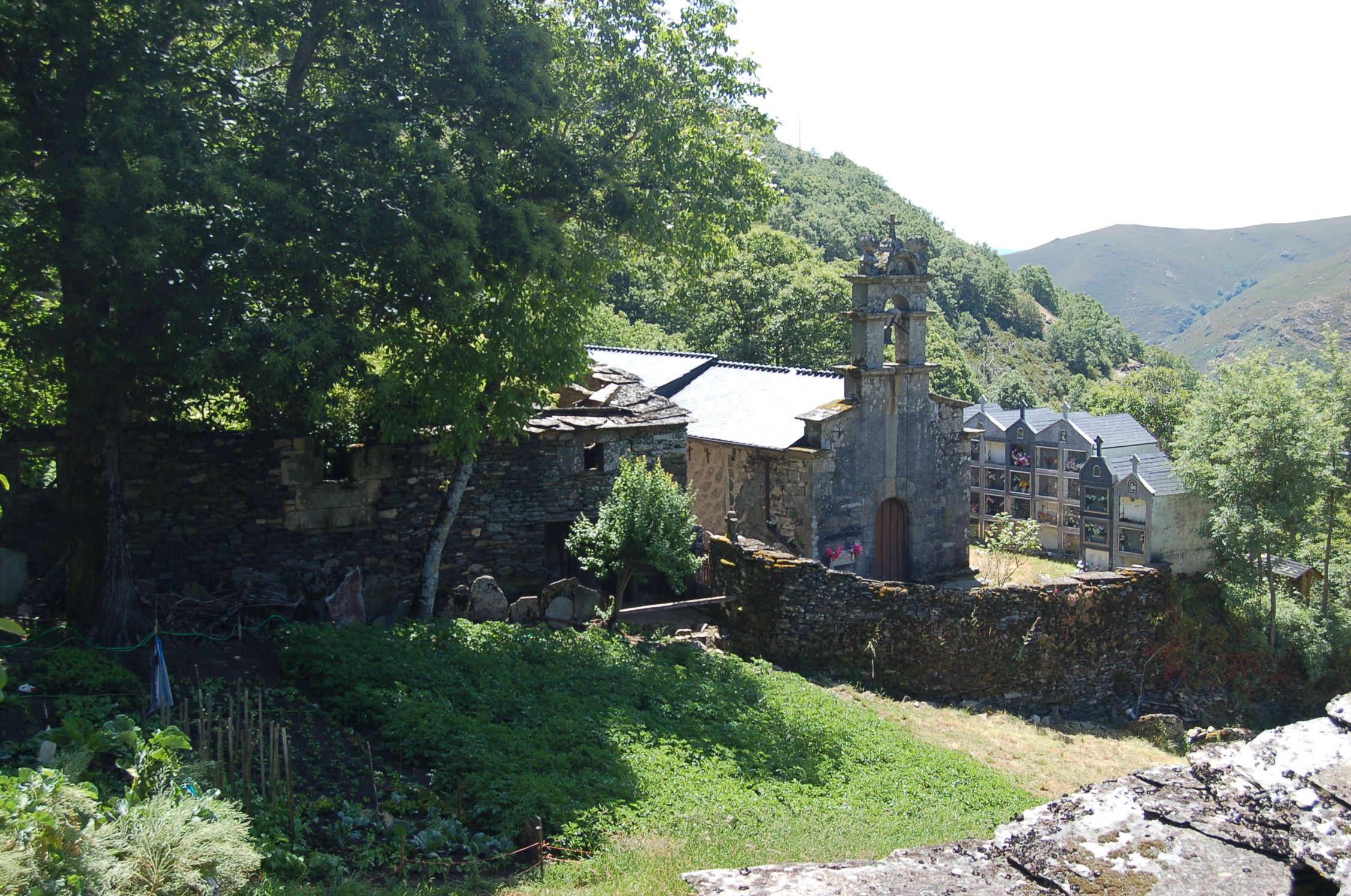
Kirche San Mamed
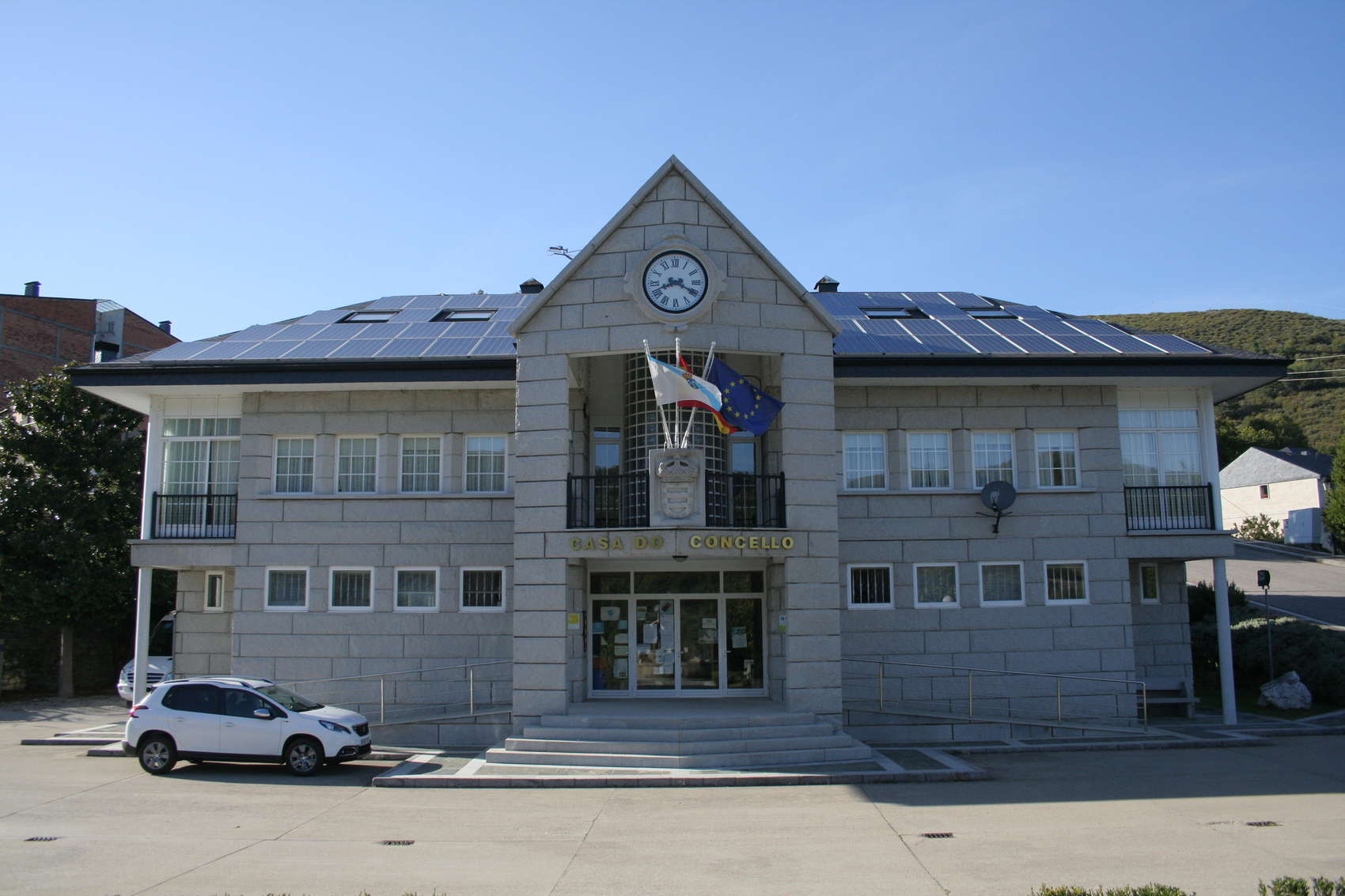
Rathaus